# Fontina
Fontina é um queijo de origem italiana.
O queijo Fontina derrete-se facilmente quando colocado sobre algo quente, à semelhança do queijo Mozzarella.
O seu sabor é suave e a sua consistência é macia.
Queijo de cor amarelo-claro, normalmente apresentado em formas redondas e grandes e não possui muitas cavidades interiores.